# Liste der Baudenkmale in Oldenburg (Oldb) – Schäferstraße
In der Liste der Baudenkmale in Oldenburg (Oldb) – Schäferstraße stehen alle Baudenkmale der Schäferstraße in Oldenburg (Oldb). Der Stand der Liste ist das Jahr 2022.

## Allgemein
In den Spalten befinden sich folgende Informationen:
- Lage: die Adresse des Baudenkmales und die geographischen Koordinaten. Kartenansicht, um Koordinaten zu setzen. In der Kartenansicht sind Baudenkmale ohne Koordinaten mit einem roten Marker dargestellt und können in der Karte gesetzt werden. Baudenkmale ohne Bild sind mit einem blauen Marker gekennzeichnet, Baudenkmale mit Bild mit einem grünen Marker.
- Bezeichnung: Bezeichnung des Baudenkmales
- Beschreibung: die Beschreibung des Baudenkmales. Unter § 3 Abs. 2 NDSchG werden Einzeldenkmale und unter § 3 Abs. 3 NDSchG Gruppen baulicher Anlagen und deren Bestandteile ausgewiesen.
- ID: die Objekt-ID des Baudenkmales
- Bild: ein Bild des Baudenkmales, ggf. zusätzlich mit einem Link zu weiteren Fotos des Baudenkmals im Medienarchiv Wikimedia Commons. Wenn man auf das Kamerasymbol klickt, können Fotos zu Baudenkmalen aus dieser Liste hochgeladen werden:

Zurück zur Hauptliste
| Lage                                        | Bezeichnung | Beschreibung | ID       | Bild |
| ------------------------------------------- | ----------- | --- | -------- | ---- |
| Schäferstraße 4 53° 8′ 51″ N, 8° 13′ 15″ O  | Wohnhaus    | 1907 nach Entwurf von Fritz Hegeler errichteter, zweigeschossiger Putzbau unter Walmdach. Vierachsige Fassade durch Gurtgesims und profilierten Fensterrahmungen gegliedert; zweiachsiges Dachhaus ursprünglich mit segmentbogenförmigen Giebel. Vorgarten und Einfriedung.                                                                                             | 37446639 | BW   |
| Schäferstraße 5 53° 8′ 51″ N, 8° 13′ 13″ O  | Wohnhaus    | Zweigeschossiger Putzbau auf hohem Sockelgeschoss unter Walmdach. Vierachsige Fassade, die beiden rechen zu einem Risalit vorgezogen. Eingangsbereich an der Südseite in einem Gebäuderücksprung. Gliederung durch umlaufendes Gurt- und Kranzgesims. Fenster mit profilierten Rahmungen, im OG mit Brüstungen und Verdachungen. 1895 von F. Lübbers errichtet.         | 37446429 | BW   |
| Schäferstraße 6 53° 8′ 52″ N, 8° 13′ 14″ O  | Wohnhaus    | Zweigeschossiger Putzbau auf hohem Sockelgeschoss unter Walmdach mit vierachsiger Fassade. | 37446662 | BW   |
| Schäferstraße 7 53° 8′ 52″ N, 8° 13′ 13″ O  | Wohnhaus    | 1885/86 nach Entwürfen von Diedrich Anton Willers errichtetes Giebelhaus, eineinhalbgeschossiger, vierachsiger Putzbau auf Sockelgeschoss unter Satteldach. Gliederung des Baus durch Gurtgesims, Fenster mit profilierten Rahmungen und Verdachungen. | 37446452 | BW   |
| Schäferstraße 8 53° 8′ 52″ N, 8° 13′ 14″ O  | Wohnhaus    | Eineinhalbgeschossiger, vierachsiger Putzbau auf hohem Sockelgeschoss unter giebelständigem Satteldach. Gliederung mit umlaufendem Gurtgesims. Die beiden mittleren Obergeschossfenster durch Dreiecksgiebel hervorgehoben. 1892 von Johann Oetken errichtet. Vorgarten und bauzeitlicher Eisenzaun.                                                                    | 37446685 | BW   |
| Schäferstraße 10 53° 8′ 52″ N, 8° 13′ 14″ O | Wohnhaus    | Eineinhalbgeschossiger, vierachsiger Putzbau auf hohem Sockelgeschoss unter giebelständigem Satteldach. Gliederung mit umlaufendem Gurtgesims. Die beiden mittleren Obergeschossfenster durch Dreiecksgiebel hervorgehoben. 1892 von Johann Oetken errichtet. Vorgarten und bauzeitlicher Eisenzaun.                                                                    | 37446708 | BW   |
| Schäferstraße 12 53° 8′ 53″ N, 8° 13′ 13″ O | Wohnhaus    | 1892 (Architekt: E. Bartels) errichteter, zweigeschossiger Putzbau unter Walmdach. Vierachsige Fassade mit Fugenschnitt und Putzdekor (Gurtgesims, Fensterrahmungen). Auf der rechten Seite zurückgesetzt Eingangsbereich. Vorgarten und bauzeitliche Einfriedung (Eisenzaun).                                                                                          | 37446731 | BW   |
| Schäferstraße 14 53° 8′ 53″ N, 8° 13′ 13″ O | Wohnhaus    | Eineinhalbgeschossiger Putzbau auf Sockelgeschoss unter giebelständigem Satteldach. Vierachsige Fassade mit Fugenschnitt Gurtgesims gestaltet. Die beiden mittleren Obergeschossfenster durch segmentbogenförmigen Verdachungen hervorgehoben. 1892/93 von Johann Oetken errichtet. Vorgarten und bauzeitlicher Eisenzaun.                                              | 37446754 | BW   |
| Schäferstraße 15 53° 8′ 53″ N, 8° 13′ 12″ O | Wohnhaus    | Zweigeschossiges Wohnhaus auf hohem Sockelgeschoss unter Walmdach. Vierachsige Fassade mit Ziegeln verblendet. Putzgliederung in Form von Lisenen, Gesimsen und Fensterrahumgen. 1905/06 von G. Willers errichtet. Vorgarten und bauzeitliche Einfriedung. | 37446501 | BW   |
| Schäferstraße 16 53° 8′ 54″ N, 8° 13′ 12″ O | Wohnhaus    | Eineinhalbgeschossiger Putzbau unter giebelständigem Satteldach. Vierachsige Fassade mit Fugenschnitte. Umlaufendes Gurtgesims, die beiden mittleren Fenster durch segmentbogige Verdachungen hervorgehoben.1892 von Johann Oetken errichtet. Vorgarten und Einfriedung.                                                                                                | 37446777 | BW   |
| Schäferstraße 17 53° 8′ 54″ N, 8° 13′ 11″ O | Wohnhaus    | 1890 von D. Willers errichtetes eineinhalbgeschossiges Giebelhaus. Putzbau mit vierachsiger Fassade und Satteldach. Gliederung durch eingeritzte Fugen, gerade Verdachungen und Gurtgesims. Eingangsbereich in zweigeschossigem zurückgesetztem Anbau. Vorgartenbereich durch späteren Vorbau und Garageneinbau im Sockelgeschoss überformt. Einfriedung rekonstruiert. | 37446524 | BW   |
| Schäferstraße 18 53° 8′ 54″ N, 8° 13′ 12″ O | Wohnhaus    | Eineinhalbgeschossiges, giebelständiger Putzbau auf Sockelgeschoss unter Satteldach. EG fünfachsig, mittige Erschließung durch Zweiflügeltür. Putzgliederung mit Gurtgesims und Verdachung der beiden mittleren Obergeschossfenster. 1891/92 von D. Willers errichtet. Vorgarten mit Einfriedung.                                                                       | 37446800 |      |
| Schäferstraße 19 53° 8′ 54″ N, 8° 13′ 11″ O | Wohnhaus    | Vorgarten Einfriedung | 37446547 | BW   |
| Schäferstraße 20 53° 8′ 54″ N, 8° 13′ 12″ O | Wohnhaus    | Eineinhalbgeschossiges, verputztes Wohnhaus unter giebelständigem Satteldach. Baudekor in Form von Putzfugen, Gesims, profilierte Fensterrahmungen. OG durch Verdachung zusammengefasst. 1889 von Johann Wempe errichtet. Vorgarten und bauzeitliche Einfriedung (Eisenzaun).                                                                                           | 37446823 |      |
| Schäferstraße 21 53° 8′ 54″ N, 8° 13′ 10″ O | Wohnhaus    | 1890 von D. Willers errichtetes Wohnhaus. Eineinhalbgeschossiger Putzbau auf Sockelgeschoss unter giebelständigem Satteldach. Vierachsige Fassade mit Putzfugen, Gurtgesims und Fensterverdachungen als Dekor. Vorgarten und bauzeitliche Einfriedung. | 37446570 | BW   |
| Schäferstraße 22 53° 8′ 55″ N, 8° 13′ 11″ O | Wohnhaus    | Eineinhalbgeschossiger Putzbau auf Sockelgeschoss unter giebelständigem Satteldach. Vierachsige Fassade mit Fugenschnitt, Gurtgesimsen. Fenster im OG mit Brüstungsfeldern, die beiden mittleren durch Verdachung mit mittigem Segmentbogen zusammengefasst. 1889 von Johann Wempe errichtet. Vorgarten und bauzeitlicher Eisenzaun.                                    | 37446846 |      |
| Schäferstraße 23 53° 8′ 55″ N, 8° 13′ 10″ O | Wohnhaus    | Zweigeschossiger, fünfachsiger Putzbau mit Walmdach. Dekor in Form von Gurtgesims, profilierten Fenstrahmungen und -verdachungen. 1892 von E. Bartels errichtet. Vorgarten mit bauzeitlichem Eisenzaun. | 37446593 | BW   |
| Schäferstraße 24 53° 8′ 55″ N, 8° 13′ 11″ O | Wohnhaus    | Eineinhalbgeschossiger Putzbau auf Sockelgeschoss unter giebelständigem Walmdach. Vierachsige Fassade mit Putzdekor, u.a. Fugenschnitt, Gurtgesims und Zierverdachungen der beiden mittleren Obergeschossfenster. 1889 von Johann Wempe errichtet. Vorgarten und bauzeitliche Einfriedung.                                                                              | 37446869 |      |
| Schäferstraße 25 53° 8′ 55″ N, 8° 13′ 10″ O | Wohnhaus    | 1890 errichtetes eineinhalbgeschossiges Wohnhaus auf Sockelgeschoss unter giebelständigem Satteldach. Putzbau von vier Achsen, Putzdekor u.a. in Form von Fugenschnitt, Gesims, Festons in den Brüstungsfeldern der Obergeschossfenster. Vorgarten und bauzeitlicher Eisenzaun.                                                                                         | 37446616 | BW   |
| Schäferstraße 26 53° 8′ 56″ N, 8° 13′ 11″ O | Wohnhaus    | Eineinhalbgeschossiger, vierachsiger Putzbau auf Sockelgeschoss unter giebelständigem Satteldach. Fassade mit Putzfugen, Gurtgesimsen und profilierten Fensterrahmen und -verdachungen. 1883 von Johann Wempe errichtet. Vorgarten Einfriedung | 37446892 | BW   |
| Schäferstraße 28 53° 8′ 56″ N, 8° 13′ 10″ O | Wohnhaus    | Eineinhalbgeschossiges, vierachsiges Wohnhaus auf Sockelgeschoss unter giebelständigem Satteldach. Putzbau, Fassade mit Fugenschnitt, horizontale Betonung durch gerade Fensterverdachungen und Gurtgesims. 1885 von D. Willers errichtet. Vorgarten, Einfriedung. | 37446915 |      |
| Schäferstraße 30 53° 8′ 56″ N, 8° 13′ 10″ O | Wohnhaus    | Straßenbündig errichteter Putzbau unter giebelständigem Satteldach. Fugenschnitt an der vierachsigen Fassade ansonsten profilierte Fensterrahmungen, Gurtgesims und Dreiecksverdachungen über den beiden mittleren Fenstern im OG. | 37446938 | BW   |